# 伊東義五郎
伊東 義五郎（いとう よしごろう、1858年6月26日〈安政5年5月16日〉 -  1919年〈大正8年〉2月22日）は、明治期・大正前期の日本の海軍軍人、政治家。海軍中将従三位勲二等功三級男爵。

## 経歴
信濃国松代城下石切町に松代藩士・伊東賢治の四男として生まれる。藩校文武学校を経て、1872年9月、海軍兵学寮（5期）に入学。1877年西南戦争に従軍。1881年1月、海軍少尉任官。フランス・ドイツ差遣（1884-1888）、海軍参謀部第3課員、「高千穂」副長心得、海軍参謀部第2課員、常備艦隊参謀、「比叡」「大和」「葛城」の各副長、佐世保水雷隊司令、「高千穂」副長、海軍省軍務局第1課員などを歴任。1894年9月、海相秘書官となり西郷従道大臣に仕えた。日清戦争では西海艦隊参謀長として出征した。
さらに、海軍省主事、フランス公使館付、「敷島」艦長などを経て、1901年7月、海軍少将に進級。常備艦隊司令官、横須賀鎮守府艦政部長などを歴任し、日露戦争時は横須賀工廠長であった。1905年11月、海軍中将となり、竹敷要港部司令官、将官会議議員を務め、1909年5月、予備役に編入された。1918年5月16日、後備役となる。
1907年9月、男爵を叙爵し華族となる。1911年（明治44年）7月10日、貴族院男爵議員に当選し、1919年の死去まで在任した。大日本石油鉱業（現・帝国石油）社長にも就任した。墓所は青山霊園。

## 栄典
位階
- 1886年（明治19年）7月8日 - 正七位[5]
- 1891年（明治24年）12月16日 - 従六位[6]
- 1895年（明治28年）1月23日 - 正六位[7]
- 1898年（明治31年）3月8日 - 従五位[8]
- 1901年（明治34年）11月1日 - 正五位[9]
- 1905年（明治38年）11月30日 - 従四位[10]
- 1909年（明治42年）7月10日 - 正四位[11]
- 1918年（大正7年）7月20日 - 従三位[12]

勲章等
- 1892年（明治25年）5月28日 - 勲六等瑞宝章[13]
- 1895年（明治28年）
  - 9月27日 - 単光旭日章・功四級金鵄勲章[14]
  - 11月18日 - 明治二十七八年従軍記章[15]
- 1896年（明治29年）5月26日 - 勲五等瑞宝章[16]
- 1901年（明治34年）11月30日 - 勲四等瑞宝章[17]
- 1905年（明治38年）5月30日 - 勲三等瑞宝章[18]
- 1906年（明治39年）4月1日 - 勲二等旭日重光章・功三級金鵄勲章・明治三十七八年従軍記章[19]
- 1907年（明治40年）9月21日 - 男爵 [20]
- 1919年（大正8年）2月22日 - 銀杯一組[21]

外国勲章佩用允許
- 1895年（明治28年）10月18日 - フランス共和国：レジオンドヌール勲章シュヴァリエ[22]

## 親族
- 妻 伊東満里子（1871-1945）- フランス海軍軍人テオドール・フラパース（Theodore Frappaz）の娘、フランス名マリー・ルイーズ・フラパース（Marie Louise Frappaz[23]）。1888年に16歳で伊東と結婚[24]。日本の軍人初の国際結婚[25]。義五郎がフランス公使館付海軍大佐（1896-1900）として再滞仏の際には長女・次女・三女を連れ同行。
- 子供
  - イザベル・ベルト・マリー桜子（1889年生）- 1909年にフランス海軍軍人 Marcel ROUVIER（1881-1920）と結婚、息子に Guy（1911-1995）[26]。娘のMagali（1918-1995）はシェルブールの海事長を務めたフランス海軍軍人Pierre Bouillautの妻となった[27][28]。
  - シュザンヌ・マリー・アメリー不二子（1893年生-1986年没）- 武者小路公共（外交官）妻
  - レネー・マリー清子（1895年生）- 本野盛一（外交官。本野一郎長男）妻
  - ギー・イチ（1898年生）- パリ生まれの男児[29]。日本の資料に義五郎の子は一男五女の記述あり[30]、夭折等したか下記の義節と同一人物か。
  - 義節（よしのり、1900年生-1976年没）- 男爵継承者[31]。園芸・畜犬場「昭芳園」経営[32][33]。娘4人あり。
  - マルゲリート千代子（1902年生）- フランス海軍軍人 Emmanuel Andrieu d'ALBAS 1894-1969）妻[34]。夫の d'ALBAS は東京のフランス大使館勤務経験があり、日本海軍の艦隊を解説した著作などもある[35]。
  - 文子（あやこ、1912年生）[31]
- 孫 武者小路公秀、本野盛幸